# Гуру (репер)
Кит Елам Едвард (енгл. Keith Edward Elam; Бостон, 17. јул 1961 — Њујорк, 19. април 2010), познатији под уметничким именом Гуру био је амерички репер и члан дуо групе Gang Starr. Рођен је у Роксберију, предграђу Бостона у Масачусетсу. Име Гуру је скраћеница за Gifted Unlimited Rhymes Universal или ређе God is Universal или He is the Ruler Universal; оба имена имају везе са учењима Нације Богова и Земаља. Гуру је такође познат по томе што је позајмио глас лику по имену 8-Ball из игре Grand Theft Auto. Гуру је рођен у Роксберију, предграђу Бостона у Масачусетсу. Његов отац Хари је био судија, а мајка Барбара заменик директора библиотеке у систему Бостонске државне школе. Елам је похађао средњу школу Коасет у Коасету у Масачусетсу.